# درخت هایپریون
هایپریون (به انگلیسی: Hyperion) نام درختی است بومی کالیفرنیا با ارتفاع ۱۱۵٫۸۵ متر و از خانواده درختان سکویا، به عنوان بلندترین درخت جهان شناخته و ثبت شده‌است. این درخت تقریباً بین ۱۲۰۰ تا ۱۸۰۰ سال عمر می‌کند و همچنین عرض آن به ۹ متر می‌رسد، بر اساس استانداردهای مربوط به درختان، هایپریون هنوز جوان است و با شادابی فراوان، به رشد خود ادامه می‌دهد. دانشمندان معتقدند که این درخت تنها ۶۰۰ سال عمر کرده‌است که در مقایسه با انسان، با ۲۰ سالگی برابری می‌کند. می‌توانیم امیدوار باشیم که هایپریون سال‌های پیری را نیز به چشم ببینید.